# Giardini Reali di Venezia
I Giardini Reali di Venezia sono delle aree verdi situate tra piazza San Marco e il bacino di San Marco, a Venezia.

## Storia

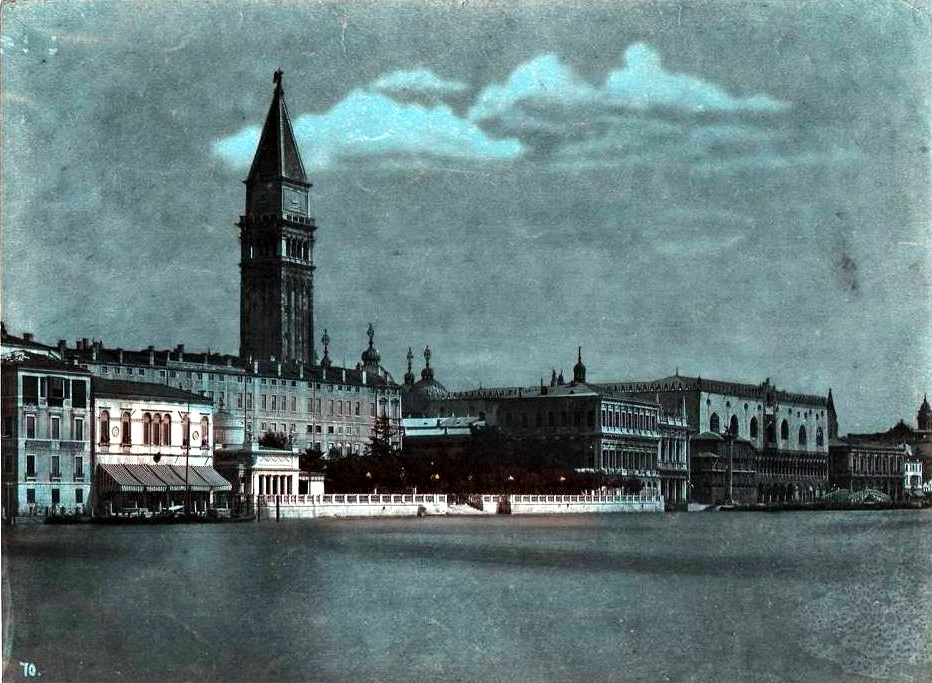
Vista dei giardini nell'Ottocento

La storia dei Giardini Reali risale al progetto di riforma dell’area marciana voluta da Napoleone: nel 1806, Bonaparte e il viceré Eugenio di Beauharnais adibirono le Procuratie Nuove a Palazzo Reale, quindi l’architetto Giovanni Antonio Antolini realizzò i primi progetti per la residenza con un giardino da allestirsi sul terreno affacciato sul bacino di San Marco già occupato dai Granai di Terra Nova, un edificio gotico costruito nel 1340 e utilizzato un tempo come locazione per il mercato del grano e per piccole botteghe.
Con la caduta di Napoleone e il ritorno degli austriaci a Venezia, i Giardini Reali furono oggetto di nuovi interventi: il lato verso la laguna fu arricchito dalle costruzioni di una serra sul ponte della Zecca e dalla parte opposta di una elegante Coffee House progettata in stile neoclassico da Lorenzo Santi (1783–1839) fra il 1815 e il 1817. Un ponte levatoio sul rio della Zecca fu realizzato per collegare gli spazi verdi direttamente alle Procuratie, al fine di permetterne l’uso come giardino del Palazzo Reale con passeggiata sull’acqua.
Nel 1857 il viale lungo la riva fu separato dai Giardini e aperto al pubblico, per volontà dell’arciduca Ferdinando Massimiliano, mentre i Giardini restarono a uso esclusivo della Corte e nel 1872, per permetterne l’accesso dalla piazzetta di San Marco, fu costruito sul rio della Zecca un nuovo ponte in ferro a filo d’acqua. Nel 1893 venne sostituito il ponte tra giardino e Palazzo con un nuovo ponte levatoio in ferro, progettato dall’ingegnere civile Filippo Lavezzari. Alla fine del XIX secolo venne realizzato un pergolato con struttura in ferro e ghisa che costituisce uno degli elementi principali dell’architettura dei Giardini.
Il 23 dicembre 1920 i Giardini Reali vennero interamente aperti al pubblico e consegnati al Comune.

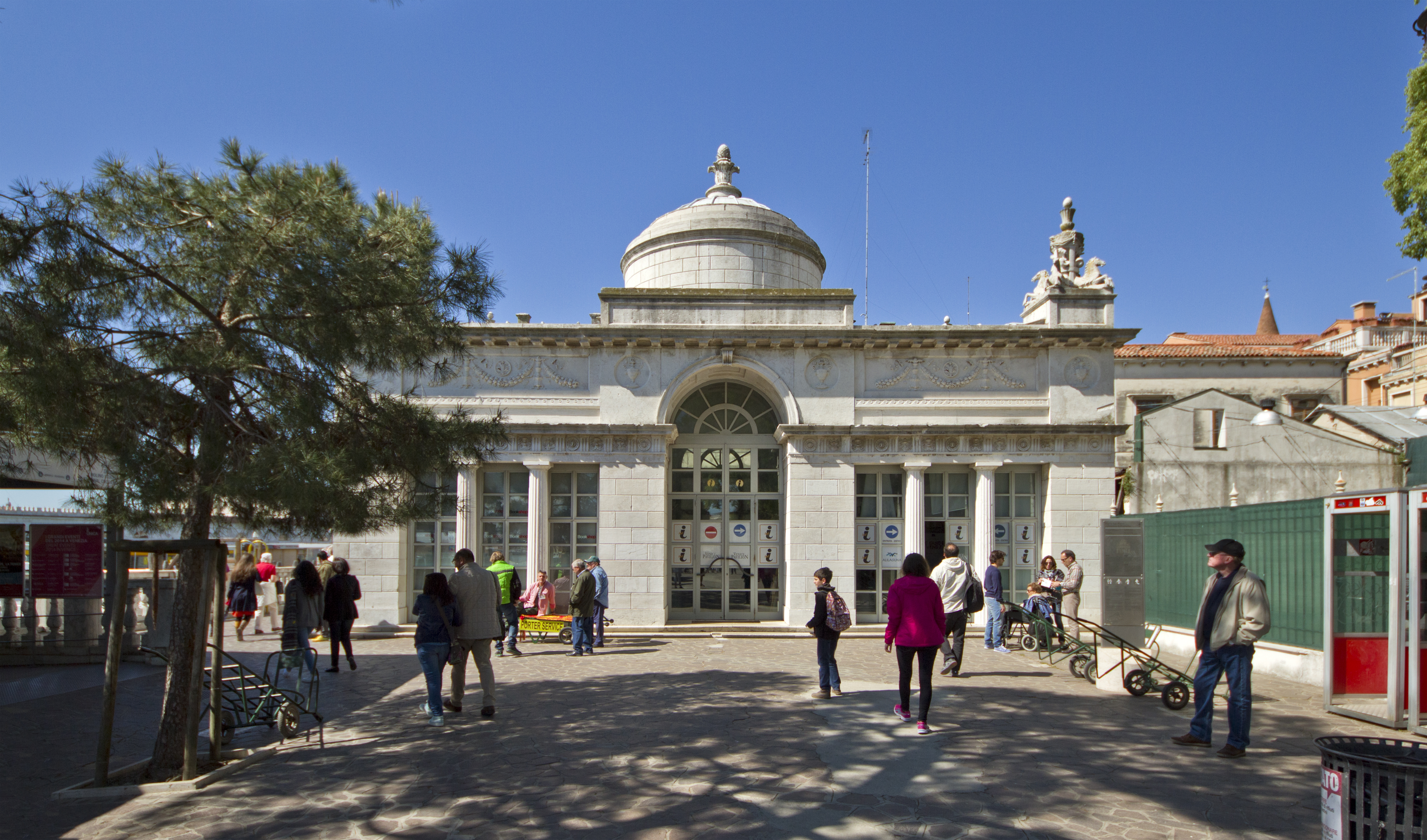
La Coffee House contenuta all'interno dei giardini

Il giardino è gradualmente caduto in disuso tanto che nel 2014 il Demanio dello stato italiano, che ne detiene la proprietà, ha deciso di darlo in concessione alla Venice Gardens Foundation Onlus per 19 anni per assicurarne il recupero e il restauro dei giardini stessi e di tutte le strutture in esse contenute con un finanziamento della compagnia Generali. Architetto incaricato è stato Paolo Pejrone. Nel settembre 2020 i Giardini sono stati riaperti dopo un attento restauro